# Wanderléa
Wanderléa Charlup Boere Salim (Governador Valadares, 5 de junho de 1944) é uma cantora, compositora, atriz e instrumentista brasileira.
Tornou-se famosa durante o movimento Jovem Guarda, fazendo sucesso juntamente com seus amigos Roberto Carlos e Erasmo Carlos no programa de televisão homônimo. Trabalhou como atriz principal no filme brasileiro "Juventude e Ternura" (1968), direção de Aurélio Teixeira, e em Roberto Carlos e o Diamante Cor-de-rosa (1970) de Roberto Farias, contracenando com Roberto e Erasmo. 

## Biografia
Descendente de libaneses, nasceu em Santo Antônio do Pontal, distrito de Governador Valadares, passando a infância em Lavras. Aos nove anos de idade mudou-se com a família, composta por seus pais e treze irmãos, para o Rio de Janeiro.

## Carreira
Aos dez anos de idade vencia concursos em rádios. Em 1962 o primeiro compacto e, no ano seguinte, seu primeiro LP, intitulado Wanderléa, pela Discos CBS, na época uma subsidiária da Columbia Records. Na gravadora conheceu Roberto Carlos e Erasmo Carlos, passando a apresentar em agosto de 1965 o programa Jovem Guarda, pela TV Record, de São Paulo. Transmitido nas tarde de domingo, o programa teve uma das maiores audiências da época e lançou diversos artistas. Wanderléa e Celly Campelo foram as primeiras estrelas do rock brasileiro. Participou de filmes ao lado de Roberto Carlos e, depois de terminada a Jovem Guarda, continuou a carreira como cantora pop. Atualmente se apresenta cantando seus maiores sucessos, como "Pare o Casamento" (versão de Luís Keller), "Ternura" (Rossini Pinto) e "Prova de Fogo" (Erasmo Carlos).
Aos quinze anos cantava em boates, e como era menor, pedia autorização ao juizado de menores e aos seus pais para assinarem. Seu pai, no começo, não aceitava a carreira da filha, mas com o tempo entendeu que a jovem tinha grandes talentos musicais.[carece de fontes?]

## Vida pessoal
Wanderléa sofreu muitas perdas em sua vida. A primeira delas foi aos dez anos de idade, quando se desesperou ao descobrir que sua irmã mais velha foi morta vítima de bala perdida. Este fato abalou para sempre a vida de Wanderléa e de toda a sua família.

Wanderléa em 1972. Arquivo Nacional.

No começo de sua carreira, aos dezesseis anos, começou a namorar Zé Renato, filho de Chacrinha. Em poucos meses de namoro ficaram noivos. Após sete anos juntos, houve uma tragédia: Zé sofreu um acidente e ficou paraplégico. Wanderléa entrou em grave depressão e com o tempo o relacionamento entrou em crise porque ele não queria ser um peso na vida dela. Apesar de ter lutado por ele, respeitou a decisão de Zé e se separou do noivo.
Após a separação, namorou alguns cantores e compositores da época. Também teve um curto namoro com Roberto Carlos.[carece de fontes?] Depois conheceu o guitarrista chileno Lalo Correia, mais conhecido como Lalo Califórnia. Os dois começaram a namorar e em pouco tempo se casaram. Em 1982, nasceu o primeiro filho do casal: Leonardo. Em 1984 houve uma tragédia: Leonardo morre afogado aos dois anos de idade. O garoto estava andando de triciclo e acidentalmente caiu na piscina. Chegou a ser socorrido mas não resistiu. Os dois tiveram mais duas filhas: Yasmin e Jadde. As duas tem menos de dois anos de diferença e nasceram no fim dos anos 80.
Passou por outras perdas, como a morte do pai, que a deixou muito abalada e pouco tempo depois, em 1996, seu irmão morreu vítima da AIDS, que a fez cair em depressão, que a abalou emocionalmente ao ponto de, segundo ela, ter lhe causado um câncer no útero, tendo que fazer uma histerectomia. Mas conseguiu recuperar sua saúde e ânimo e, segundo suas próprias palavras, "se aparece um problema diz: ‘vamos ver como podemos resolver’, e não se altera."[carece de fontes?]
Continua casada com Lalo, mas os dois moram em casas separadas, e a cantora diz estar bem feliz assim, já que percebeu que morando juntos não se davam tão bem, e pelo casal gostar de uma relação mais livre, convivem como dois namorados.
Revelou em entrevistas ficar incomodada com a fama, que lhe trouxe problemas com o tempo: por exemplo, ao passar na rua com seus carros importados, as pessoas humildes a apontavam nas ruas comentando: "lá vai a Wanderléa com o seu carrão". Isso a chateava, dizendo que também já foi muito pobre e entende o sofrimento dos humildes, mas ninguém reconhecia isto. Desde os tempos da Jovem Guarda, tem o apelido de Ternurinha, que no início não lhe agradava muito, pensou até em fazer uma campanha para mudá-lo. Mas depois foi se acostumando e acabou por aceitar. Outro apelido que recebeu também na época da Jovem Guarda, foi Wandeca.
No início de 2017, Wanderléa apresentou no Rio de Janeiro e em São Paulo, o musical 60! Década de Arromba, revivendo acontecimentos importantes da década de 60, apresentando vários figurinos diferentes e interpretando seus sucessos como Ternura e Pare o Casamento. Ao lançar sua autobiografia "Foi assim", em 2017, afirmou que sua data de nascimento verdadeira era 5 de junho de 1944 e não de 1946, como sempre foi dito e divulgado. Na biografia, Wanderléa conta que isso começou em sua época de escola, devido ao fato dela sempre achar-se a menor de sua turma, tendo por isso afirmado ser dois anos mais nova do que realmente era.

## Discografia
- 1963 - Wanderléa
- 1964 - Quero Você
- 1965 - É Tempo do Amor
- 1966 - A Ternura de Wanderléa
- 1967 - Wanderléa
- 1968 - Pra Ganhar Meu Coração
- 1972 - ...Maravilhosa
- 1975 - Feito Gente
- 1977 - Vamos Que Eu Já Vou
- 1978 - Mais Que a Paixão
- 1981 - Wanderléa
- 1989 - Wanderléa
- 1992 - Te Amo
- 2003 - O Amor Sobrevivera (Independente)
- 2008 - Nova Estação
- 2013 - Maravilhosa - Ao Vivo
- 2016 - Vida de Artista (Canções de Sueli Costa)[6]
- 2023 - Wanderléia Canta Choros

Participação em trilhas sonoras de telenovelas
A regravação de "Foi Assim" de 1989 foi incluída na trilha sonora nacional da novela Rainha da Sucata, exibida no ano seguinte.
"Te Amo" (1992) esteve nas trilhas sonoras nacionais das novelas Caras & Bocas (2009) e no remake Guerra dos Sexos (2012).. A mesma música já havia entrado para a trilha de Pedra Sobre Pedra, nos anos 90.